# 北京出版集团
北京出版集团有限责任公司是位于中华人民共和国北京市西城区北三环中路6号的出版社。
1948年前店后厂的北平大众书店成立，1949年北平大众书店更名为北京大众出版社，1956年在北京大众出版社基础上成立了北京出版社。1999年，北京电子音像出版社、文津出版社、北京少年儿童出版社、北京美术摄影出版社、北京十月文艺出版社和北京教育出版社获国家新闻出版署批准组建北京出版社出版集团。2009年5月28日，北京出版社出版集团由事业单位转企改制，改为国有独资公司“北京出版集团有限责任公司”（简称“北京出版集团”）。